# Cryptocentrus pavoninoides
Cryptocentrus pavoninoides är en fiskart som först beskrevs av Bleeker, 1849.  Cryptocentrus pavoninoides ingår i släktet Cryptocentrus och familjen smörbultsfiskar. Inga underarter finns listade i Catalogue of Life.